# Cryptocephalomorpha collaris
Cryptocephalomorpha collaris is een keversoort uit de familie van de loopkevers (Carabidae). De wetenschappelijke naam van de soort werd in 1877 als Adelotopus collaris gepubliceerd door Charles Owen Waterhouse.